# Абрикосівська сільська рада (Первомайський район)
Абрико́сівська сільська́ ра́да — адміністративно-територіальна одиниця та орган місцевого самоврядування в Первомайському районі Автономної Республіки Крим. Адміністративний центр — село Абрикосове.

## Загальні відомості
- Населення ради: 1 030 осіб (станом на 2001 рік)

## Населені пункти
Сільській раді підпорядковані населені пункти:
- с. Абрикосове

## Склад ради
Рада складається з 16 депутатів та голови.
- Голова ради: Кульчицька Світлана Іванівна
- Секретар ради: 99-4-48

### Керівний склад попередніх скликань
| Прізвище, ім'я, по батькові   | Основні відомості                                            | Дата обрання | Дата звільнення |
| ----------------------------- | ------------------------------------------------------------ | ------------ | --------------- |
| Кульчицькая Світлана Іванівна | Сільський голова, 1961 року народження, позапартійна         | 26.03.2006   | 31.10.2010      |
| Кульчицька Світлана Іванівна  | Сільський голова, 1961 року народження, член Партії регіонів | 31.10.2010   |                 |

Примітка: таблиця складена за даними сайту Верховної Ради України

### Депутати
За результатами місцевих виборів 2010 року депутатами ради стали:

#### За суб'єктами висування
| Суб'єкт висування | Кількість обраних депутатів | %    |
| ----------------- | --------------------------- | ---- |
| Партія регіонів   | 10                          | 62,5 |
| Самовисування     | 4                           | 25   |
| Народна партія    | 2                           | 12,5 |

#### За округами
| № округу        | Прізвище, ім'я, по батькові      | Дата визнання обраним | Освіта  | Партійна приналежність | Відомості про обраного депутата                          |
| --------------- | -------------------------------- | --------------------- | ------- | ---------------------- | -------------------------------------------------------- |
| Народна Партія  |                                  |                       |         |                        |                                                          |
| 4               | Ібрагімов Ельдар Ісмаїлович      | 01.11.2010            | середня | позапартійний          | тимчасово не працює                                      |
| 8               | Колесніченко Надія Лук'янівна    | 01.11.2010            | середня | член Народної партії   | тимчасово не працює                                      |
| Партія регіонів |                                  |                       |         |                        |                                                          |
| 1               | Єфремова Ольга Семенівна         | 01.11.2010            | середня | член Партії «Союз»     | Абрикосівська сільська рада, секретар                    |
| 2               | Фрейзе Оксана Ростиславівна      | 01.11.2010            | середня | позапартійна           | відділення зв'язку, поштар                               |
| 3               | Постнікова Марія Ананіївна       | 01.11.2010            | середня | член Партії «Союз»     | Абрикосівська загальноосвітня школа, технічний працівник |
| 7               | Цвєркун Ірина Петрівна           | 01.11.2010            | середня | член Партії регіонів   | тимчасово не працює                                      |
| 10              | Сапович Тетяна Миколаївна        | 01.11.2010            | середня | член Партії регіонів   | тимчасово не працює                                      |
| 11              | Германович Наталія Володимирівна | 01.11.2010            | середня | член Партії «Союз»     | тимчасово не працює                                      |
| 13              | Ольшанська Тетяна Іванівна       | 01.11.2010            | середня | член Партії регіонів   | Абрикосівська сільська рада, головний бухгалтер          |
| 14              | Беспалько Світлана Вікторівна    | 01.11.2010            | середня | позапартійна           | тимчасово не працює                                      |
| 15              | Котенко Василь Васильович        | 01.11.2010            | середня | позапартійний          | тимчасово не працює                                      |
| 16              | Марябян Валентина Василівна      | 01.11.2010            | середня | член Партії регіонів   | Абрикосівський СДК, директор                             |
| Самовисування   |                                  |                       |         |                        |                                                          |
| 5               | Османов Асан Мамутович           | 01.11.2010            | середня | позапартійний          | тимчасово не працює                                      |
| 6               | Рустамов Наріман Расімович       | 01.11.2010            | середня | член Народної партії   | ЗАО АФ «Заря», сторож                                    |
| 9               | Кємілева Гульсєвєр Тефіківна     | 01.11.2010            | середня | позапартійна           | приватний підприємець                                    |
| 12              | Ликус В'ячеслав Тадеушевич       | 01.11.2010            | середня | позапартійний          | Абрикосівська загальноосвітня школа, електрик            |